# Sudão Madista
Sudão Madista ou Estado Madista (em árabe: الدولة المهدية, transl.: Estado Mahdia) foi um estado não reconhecido que tentou sem sucesso derrubar o governo egípcio no Sudão, entre 1885 à 1899. Estado fundado por Maomé Amade, que conquistou o Sudão. Os Madistas, por vezes, são considerados como os primeiros nacionalistas sudaneses.
Em 1881, Maomé Amade liderou uma revolta contra os egípcios, destinada a reformar o Islã e a expulsar todos os estrangeiros do Sudão. Após massacrar uma guarnição militar, o Mádi e seus seguidores lançaram-se à reconquista do país.
Os britânicos ocuparam o Egito, em 1882, e invadiram o Sudão. Em 1885, os rebeldes apoderaram-se de Cartum, onde Gordon foi assassinado. Conseguiram dominar todo o Sudão e fundaram uma teocracia. O caos econômico e social invadiu o Sudão. Os Madistas resistiram às forças anglo-egípcias até 1898, quando o sucessor de Mádi foi derrotado por Kitchener na Batalha de Ondurmã.